# Freilichtmuseum Ballenberg
Il Freilichtmuseum Ballenberg ("Museo all'aperto di Ballenberg") è un museo all'aperto situato nel comune svizzero di Hofstetten bei Brienz, tra Brienz e Meiringen, nel Canton Berna, ed inaugurato nel 1978.

## Descrizione
Il museo si estende in un'area boscosa di circa 66 ettari e raccoglie circa 250 edifici rurali antichi provenienti da varie parti della Svizzera.
|  |

## Edifici principali
- Casa Brülisau: si tratta di un edificio in legno della Svizzera orientale risalente al 1754[3]
- Casa di Richterswill: si tratta di un edificio a graticcio proveniente da Richterswill e risalente al 1780[2]
- Casa Therwill: si tratta di un edificio tipico dell'architettura del Giura, risalente al 1675[2]
- Casa mulino Törbel: si tratta di un mulino del Vallese risalente al XIX secolo[3]
- Casa Villnachern: si tratta di una dimora del XVII secolo, appartenuta probabilmente ad una famiglia benestante[2]
- Magazzino per il formaggio Lütschental: si tratta di un edificio proveniente dal Bernese[3]

## Galleria d'immagini

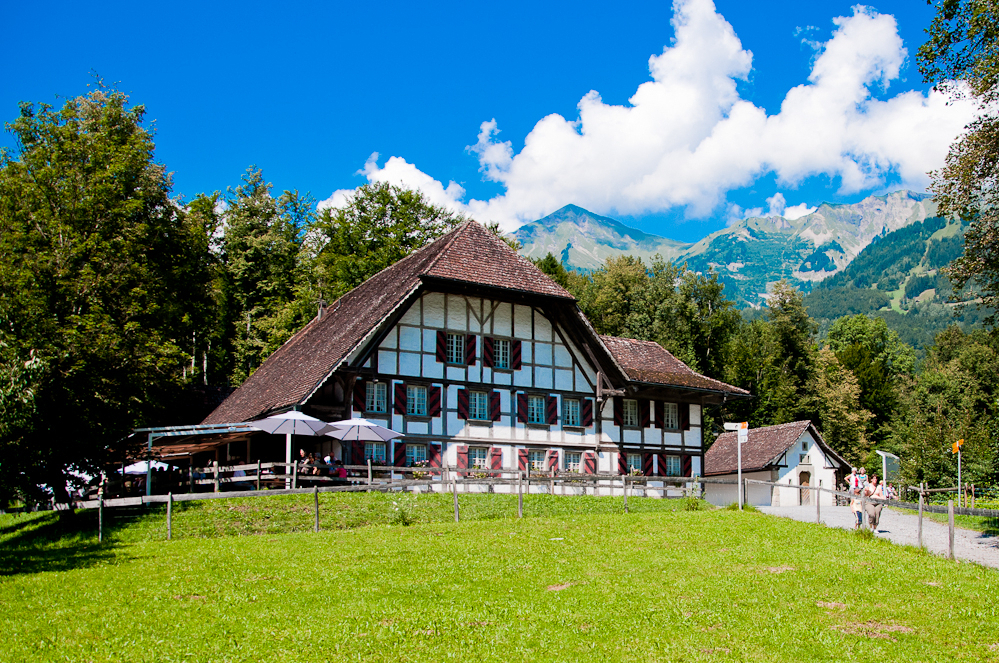
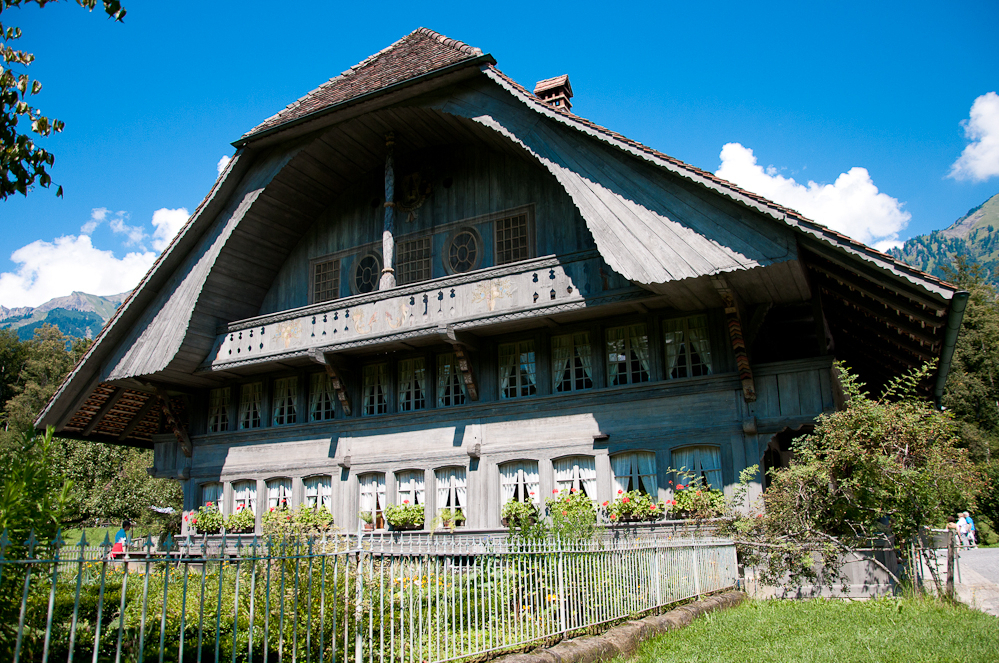
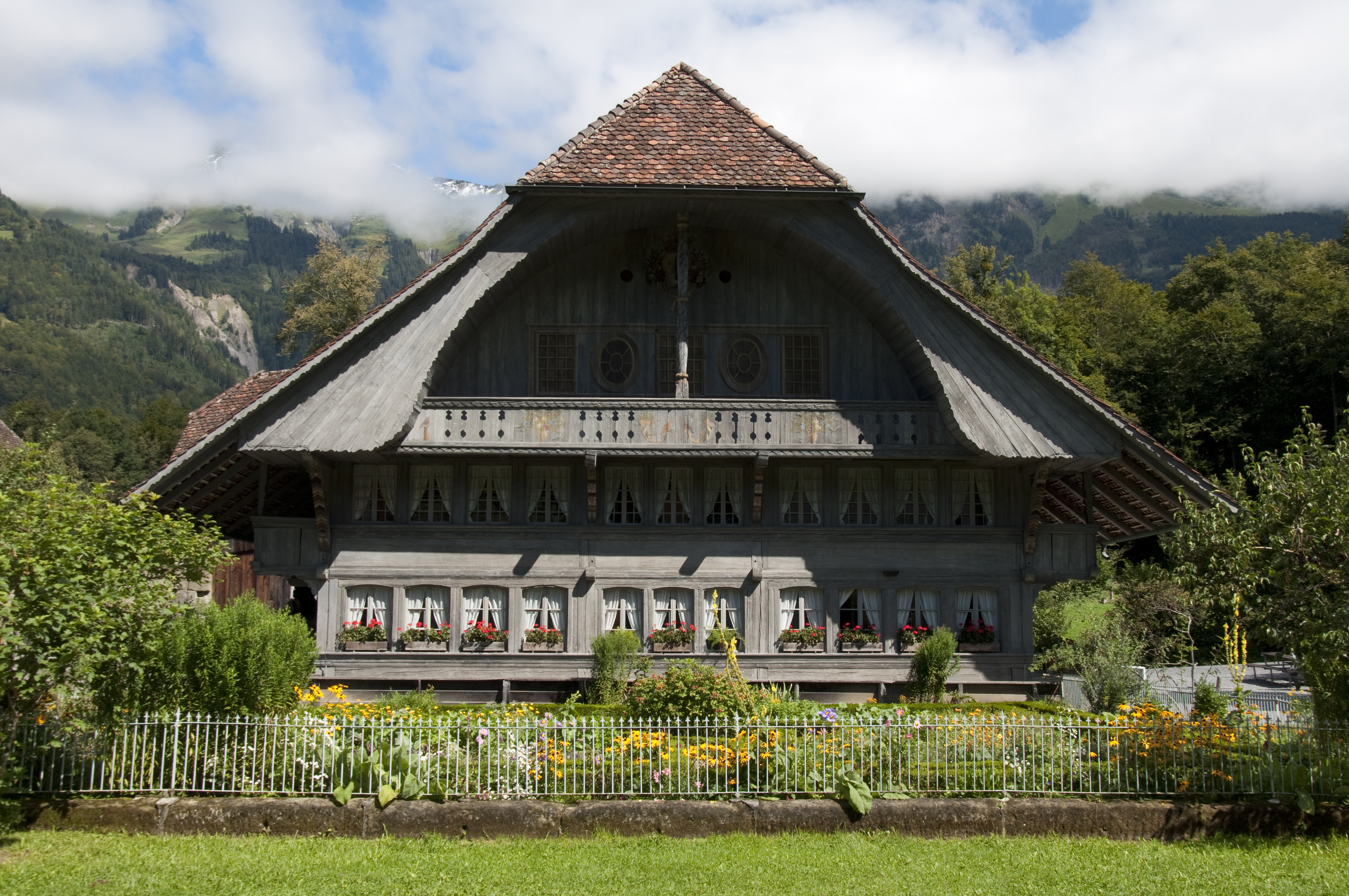
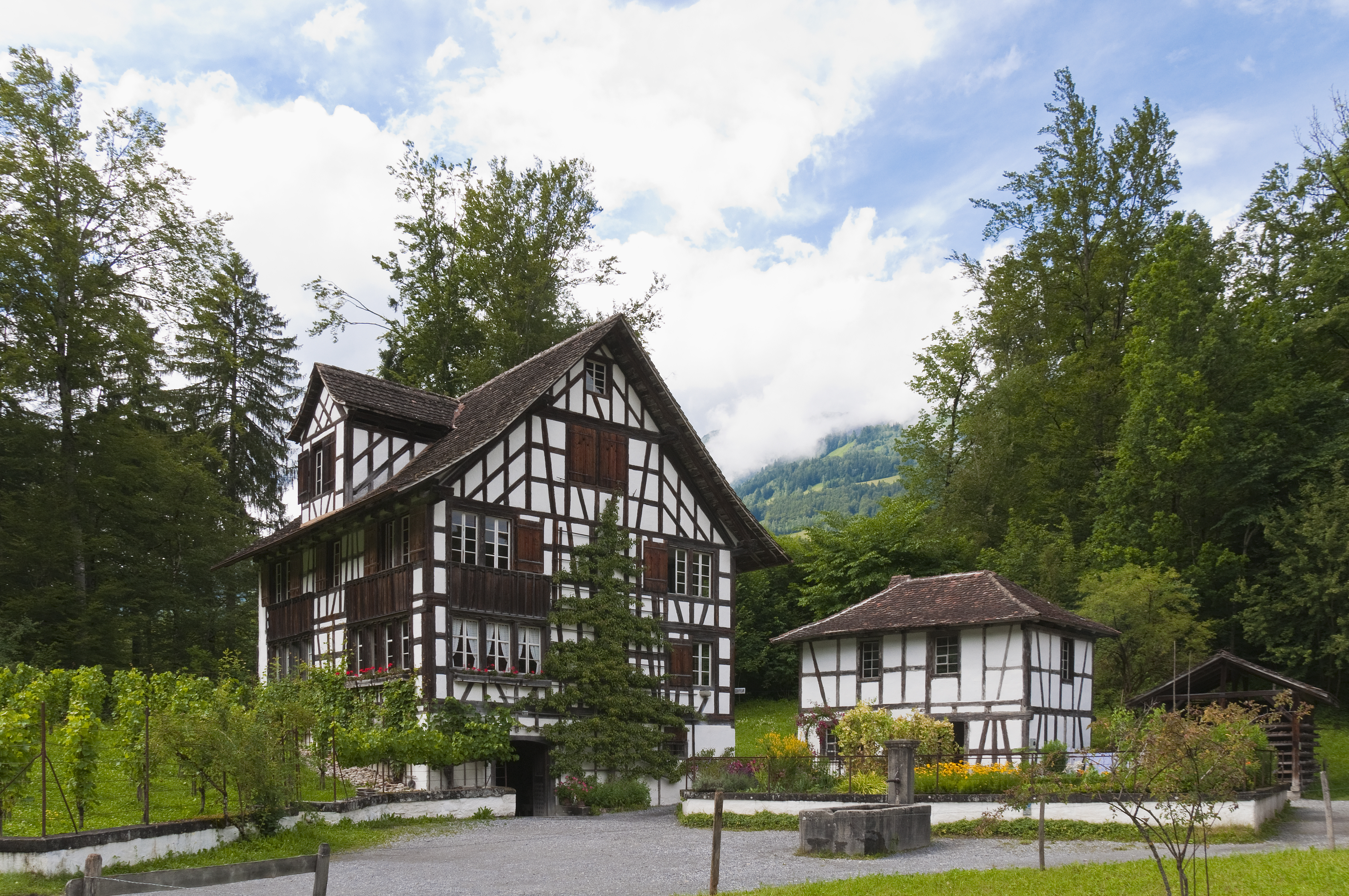
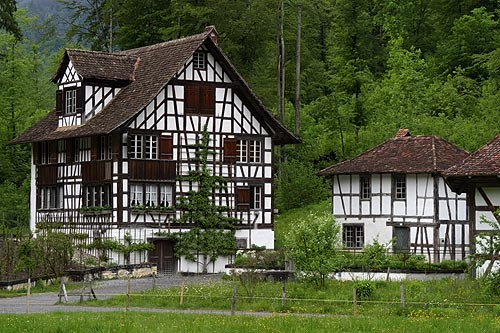
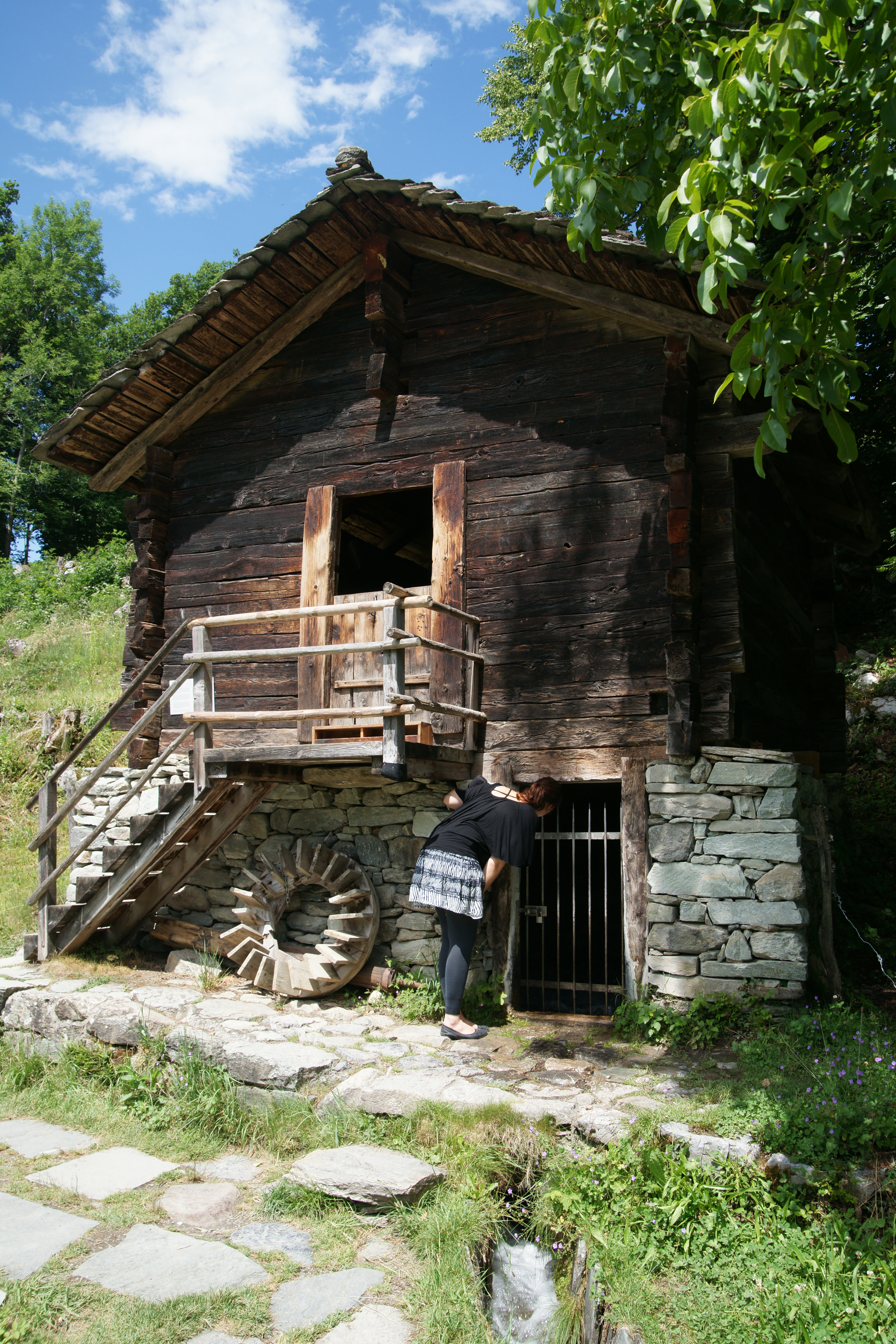
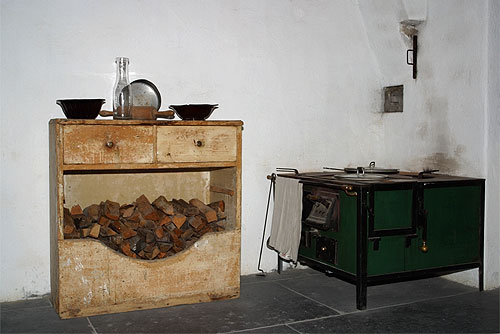

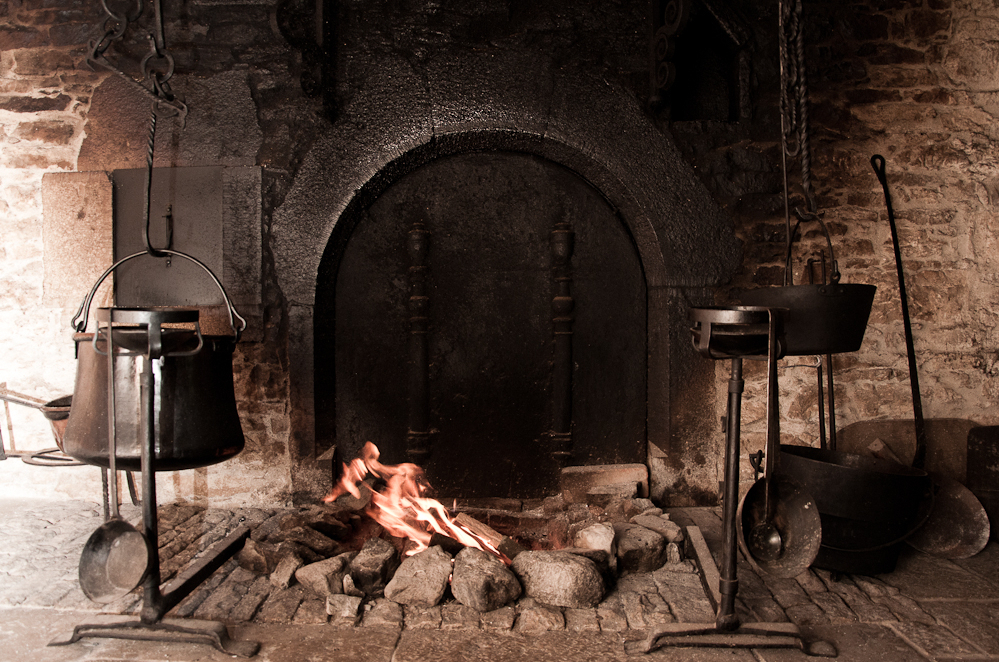
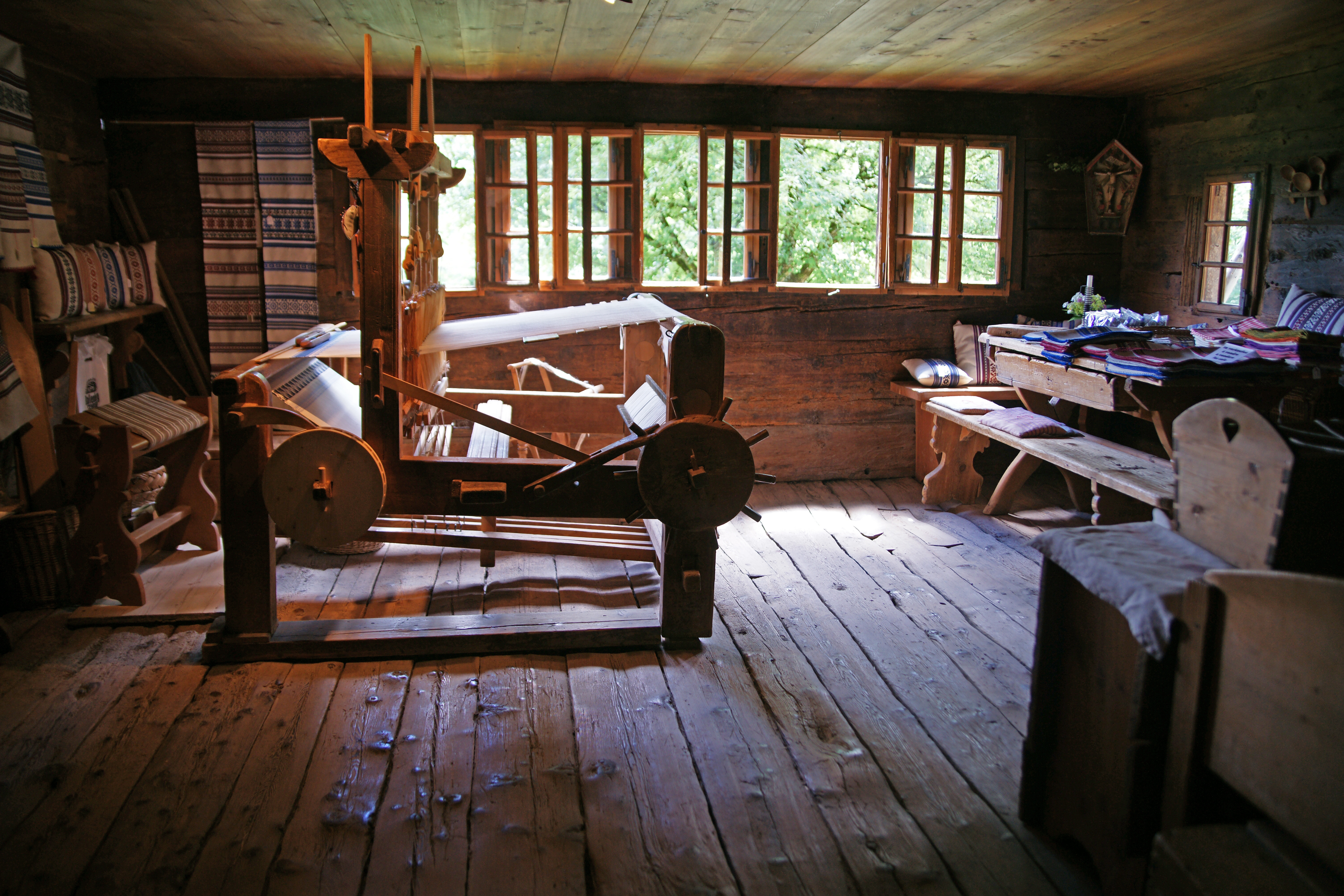
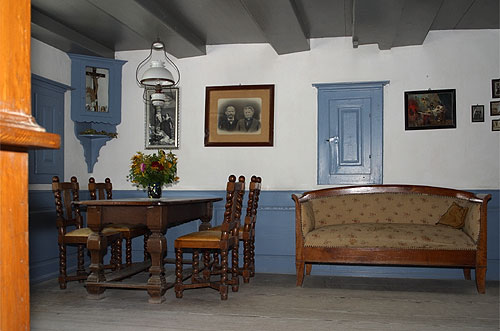
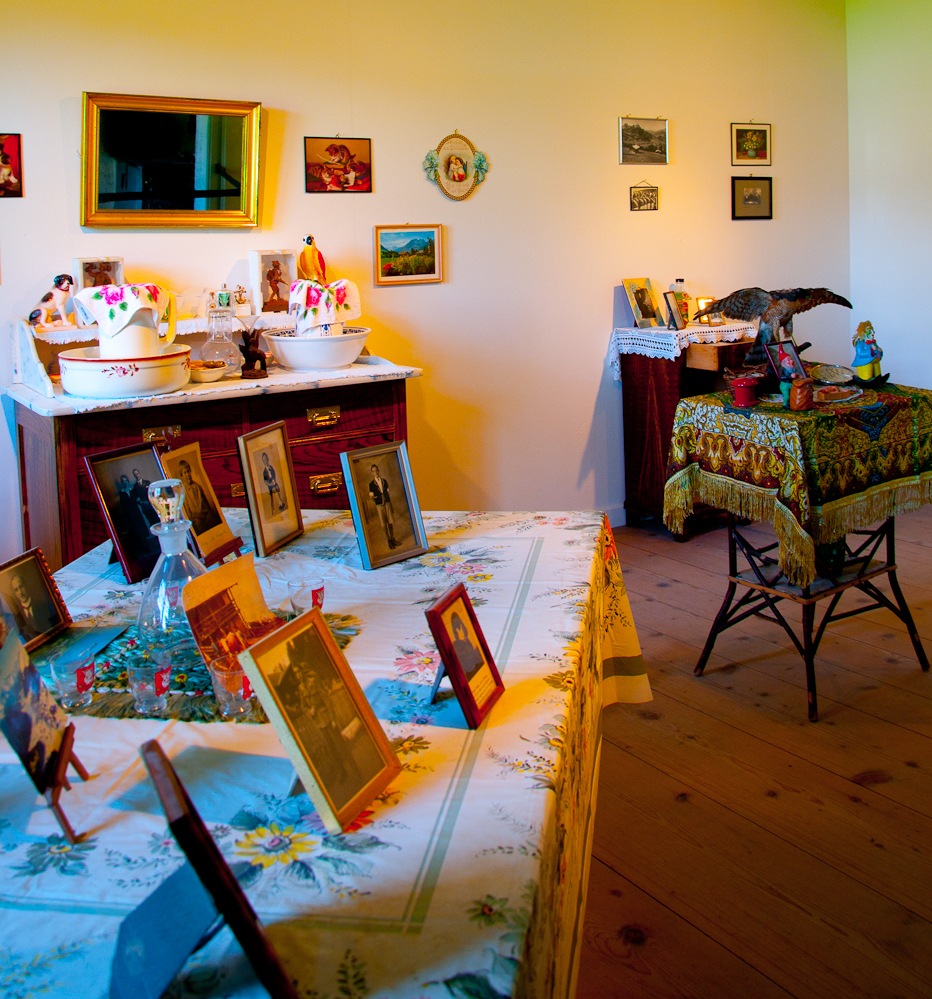
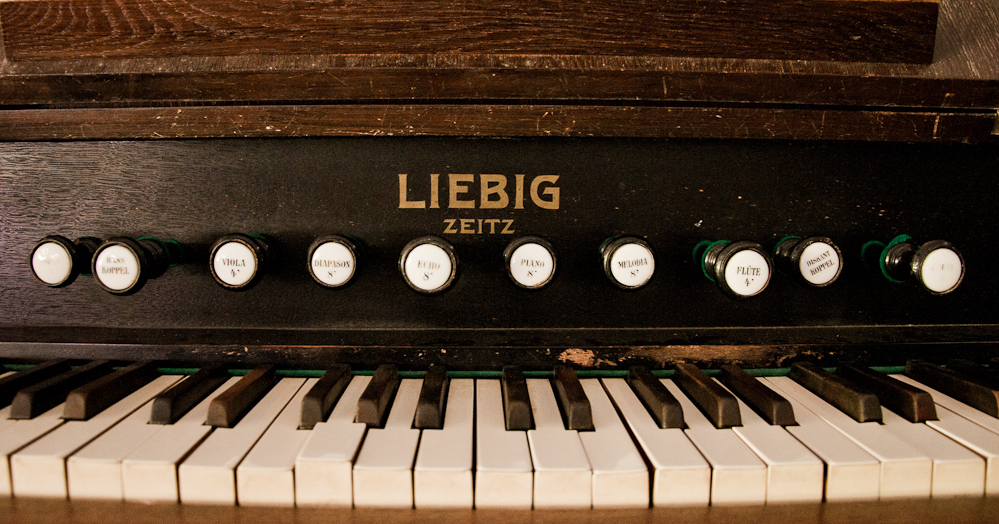
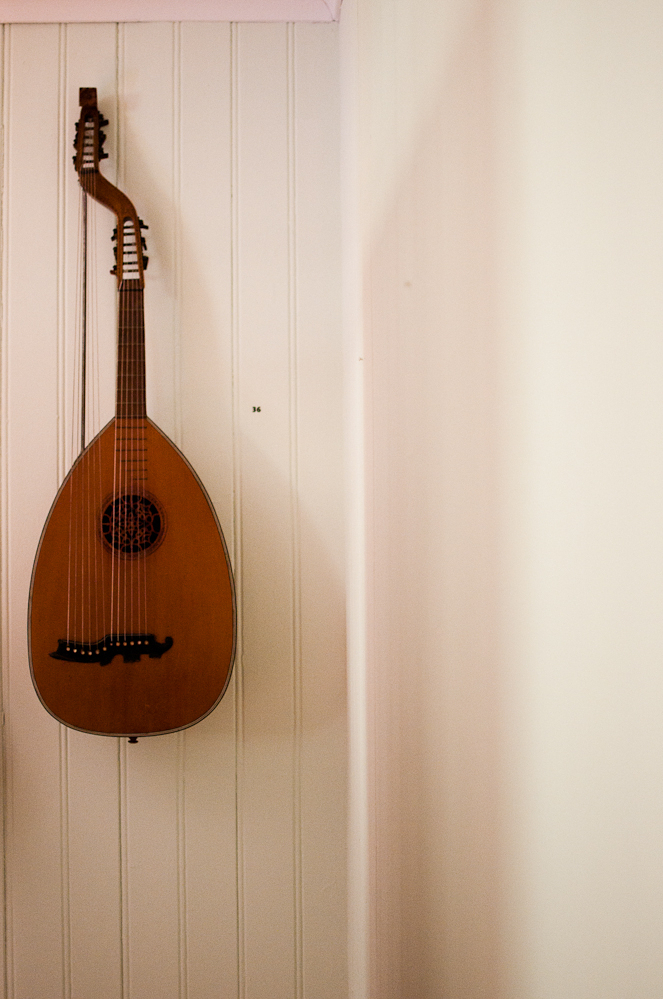
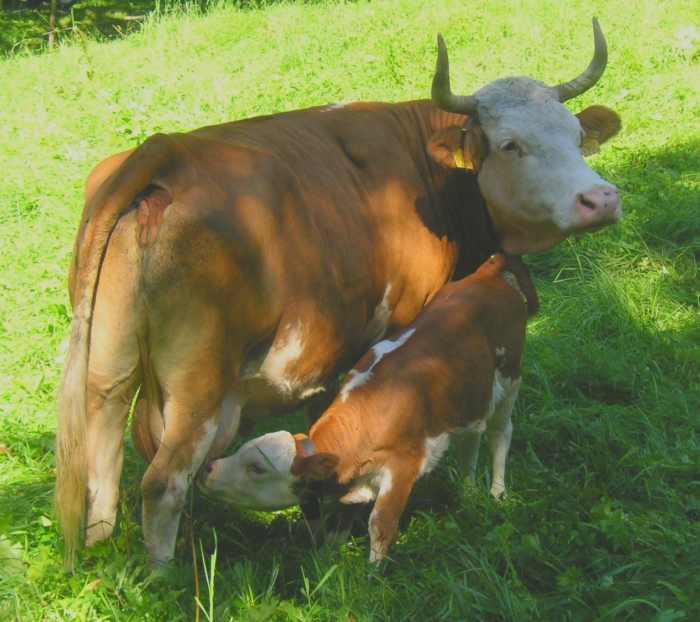